# Dicranomyia morgana
Dicranomyia morgana är en tvåvingeart som först beskrevs av Alexander 1944.  Dicranomyia morgana ingår i släktet Dicranomyia och familjen småharkrankar.
Artens utbredningsområde är Ecuador. Inga underarter finns listade i Catalogue of Life.